# Лопарі (присілок)
Лопарі́ (рос. Лопари) — присілок у складі Слободського району Кіровської області, Росія. Входить до складу Шестаковського сільського поселення.
Населення становить 19 осіб (2010, 27 у 2002).
Національний склад станом на 2002 рік — росіяни 100 %.